# Paupiette
Une paupiette est une tranche de viande fine, le plus souvent à base de bœuf ou de veau, qu'il est usuel de recouvrir d'une farce puis de rouler avant cuisson. La paupiette est appelée « alouette sans tête », en Provence, « oiseau sans tête » en Belgique, « fricandeau » en Suisse, ou encore « pigeon sans tête » dans le Nord de la France.

## Historique
Des recettes de paupiettes de veau sont trouvées à la page 83 du tome 3 de La Nouvelle Cuisine, imprimé en 1742 à Paris chez Joseph Saugrain, ainsi qu'à la page 119 de La Cuisinière bourgeoise, imprimé en 1756 à Bruxelles chez François Foppens.
Dans La Cuisinière provençale, J.-B. Reboul indique qu'au XIXe siècle la préparation des alouettes était une pratique artisanale et non ménagère. Elle a perduré et chaque boucher prépare une farce à sa façon, où entrent principalement du petit salé, de l'ail, du persil et des épices. Celle-ci est empaquetée dans de fines tranches de bœuf roulées et ficelées avec du fil alimentaire. 
En Belgique, les oiseaux sans tête sont des paupiettes cuisinées à la bière ou au madère. Préparées aussi par le boucher, elles garnissent de fines tranches de filet de bœuf, soit d'un haché de porc et de bœuf, soit de porc et de veau. Les oiseaux sans tête se préparent en sauce, ou sont cuits au beurre. Ils s'accompagnent de choux, de carottes, de chicons braisés ou de pommes de terre sautées.

## Galerie

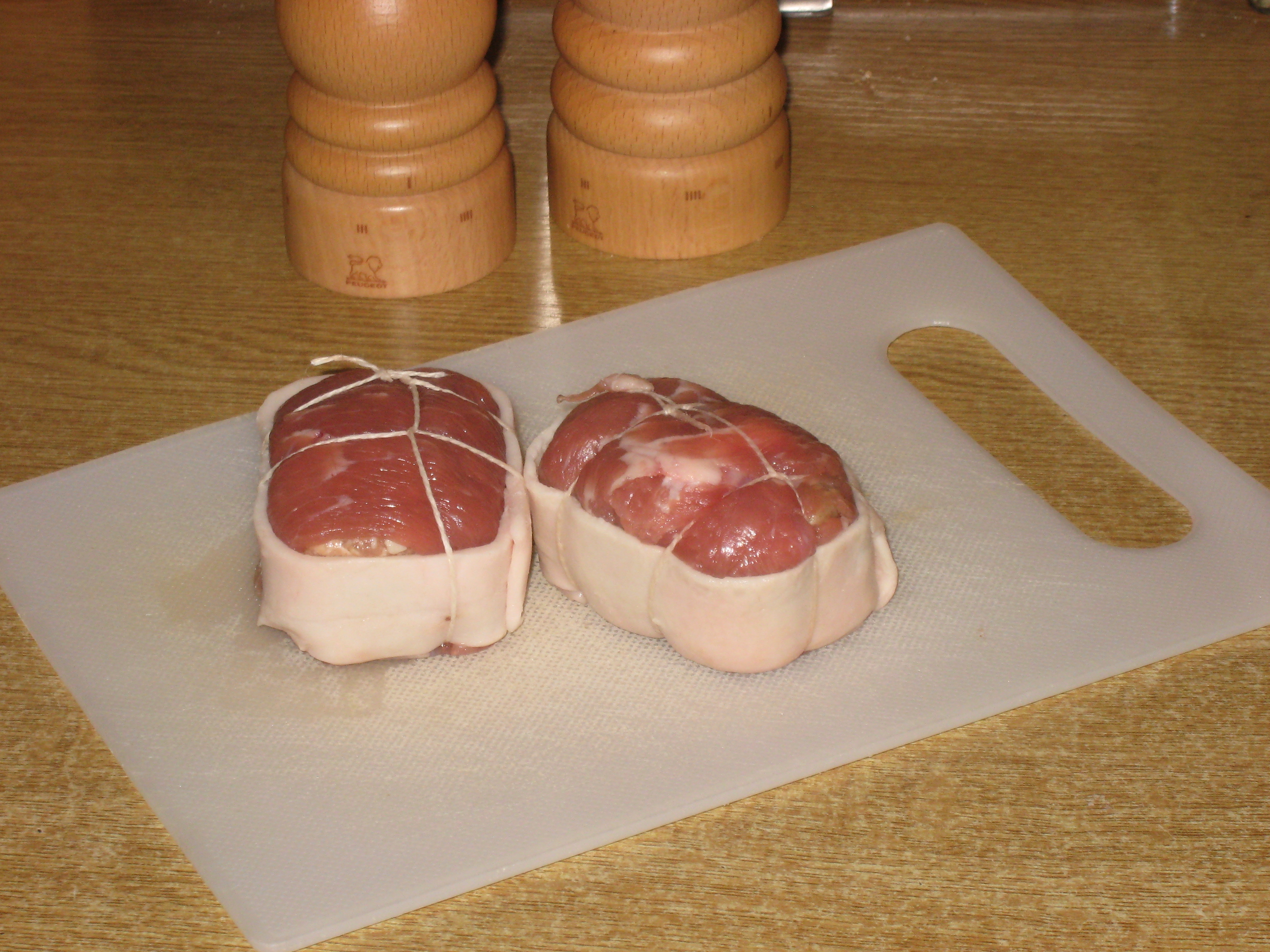
Paupiette de veau crue.
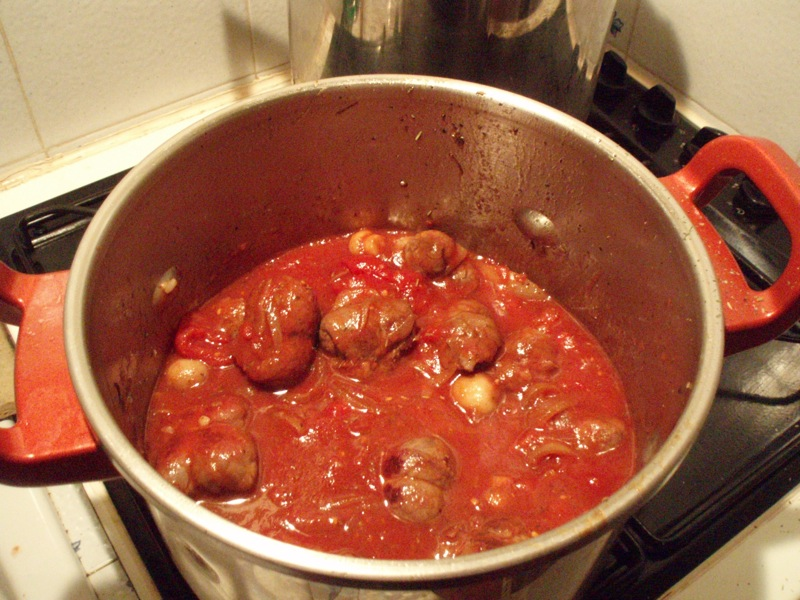
Alouettes sans tête.
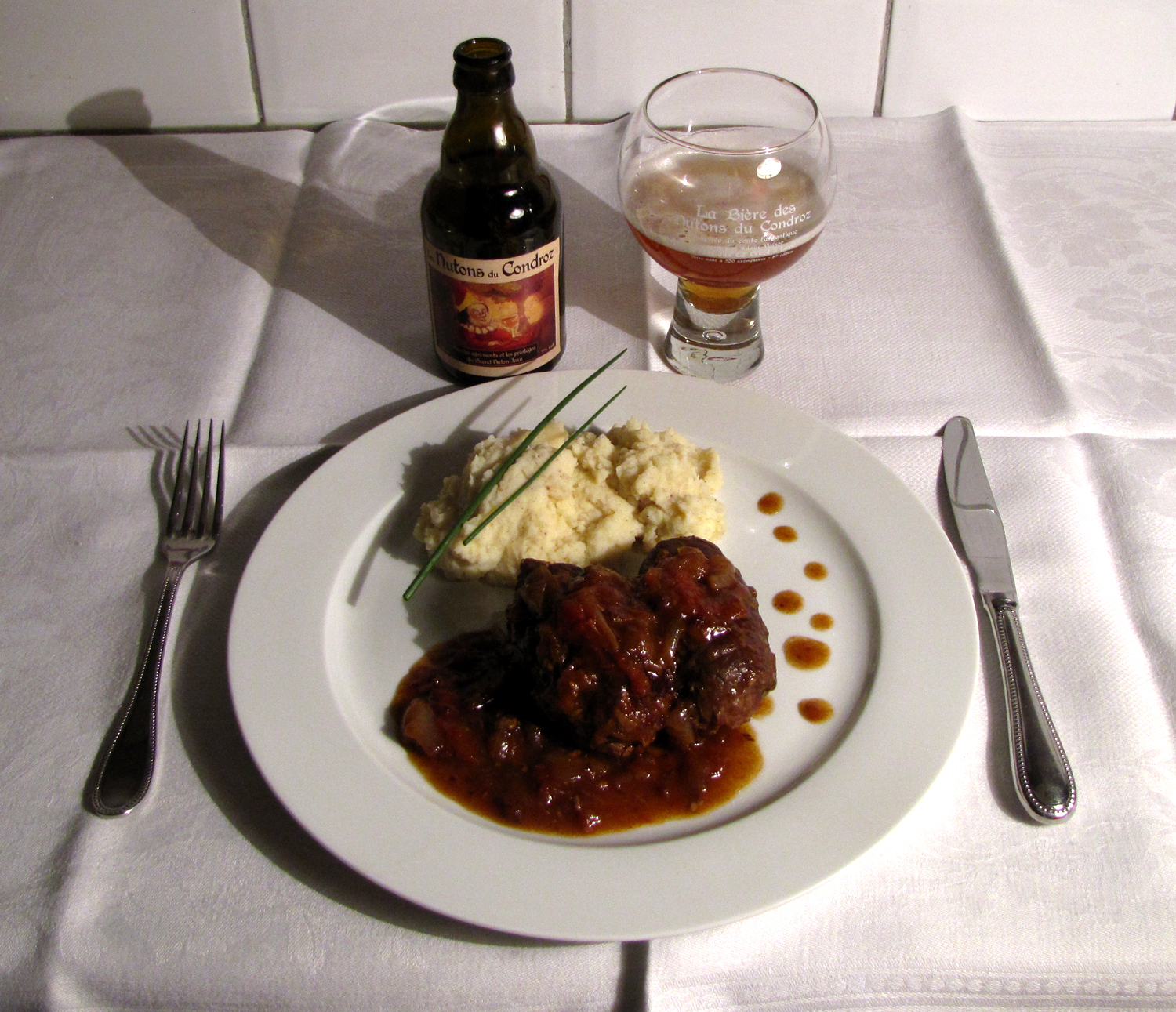
Oiseaux sans tête.
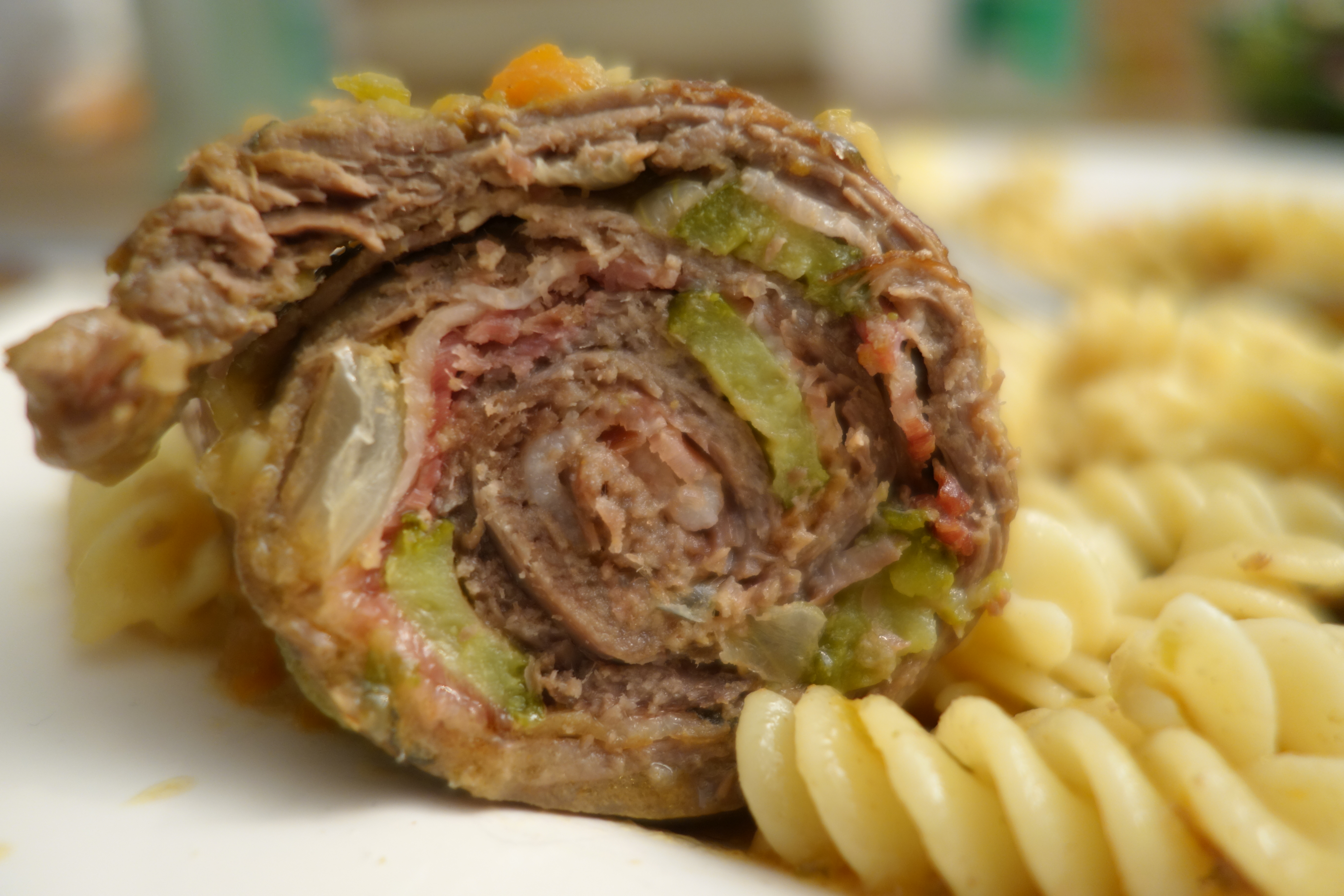
Rinderrouladen allemand cuit et tranché, rempli avec bacon, oignons et cornichons